# Maison au 17 rue Bourgmayer à Bourg-en-Bresse
La Maison du 17 rue Bourgmayer est une maison située à Bourg-en-Bresse, dans le département de l'Ain, au 17 de la rue Bourgmayer, à l'intersection avec la rue des marronniers.

## Présentation
La maison fait l'objet d'un classement au titre des Monuments historiques, en date du 29 novembre 1977 (façades à pans de bois et toitures correspondantes). Elle fait également l'objet d'une inscription partielle, en date du 29 novembre 1977 également, pour la façade en pierre sur la rue Bourgmayer et la toiture correspondante. 